# Puerto Cabezas
Pour les articles homonymes, voir Cabezas.
Puerto Cabezas, en langue Mosquito Bilwí, est une ville et une municipalité nicaraguayenne, capitale de la région autonome de la Côte caraïbe nord.
Située sur la côte nord de la mer des Caraïbes, la ville de Puerto Cabezas comme son nom l'indique est avant tout un port de commerce et de pêche, le principal port nicaraguayen sur le littoral caribéen.

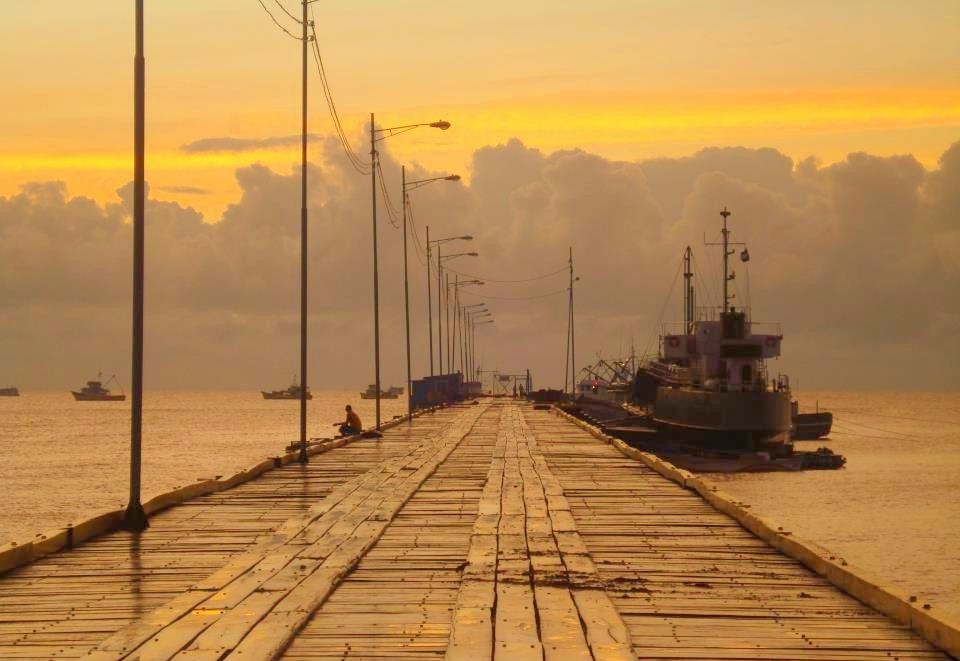
La jetée principale du port de Puerto Cabezas.

C'est la plus grande ville de la côte caribéenne du Nicaragua par sa population autant que pour celle de sa municipalité, devançant Bluefields, la capitale de la région autonome de la Côte caraïbe sud.

## Géographie
Puerto Cabezas est la principale ville de la côte caribéenne nord du Nicaragua en même temps qu'elle en est le port le plus important autant pour ses activités de la pêche que pour celles du commerce maritime dont une grande partie est vouée au cabotage sur le littoral nicaraguayen.

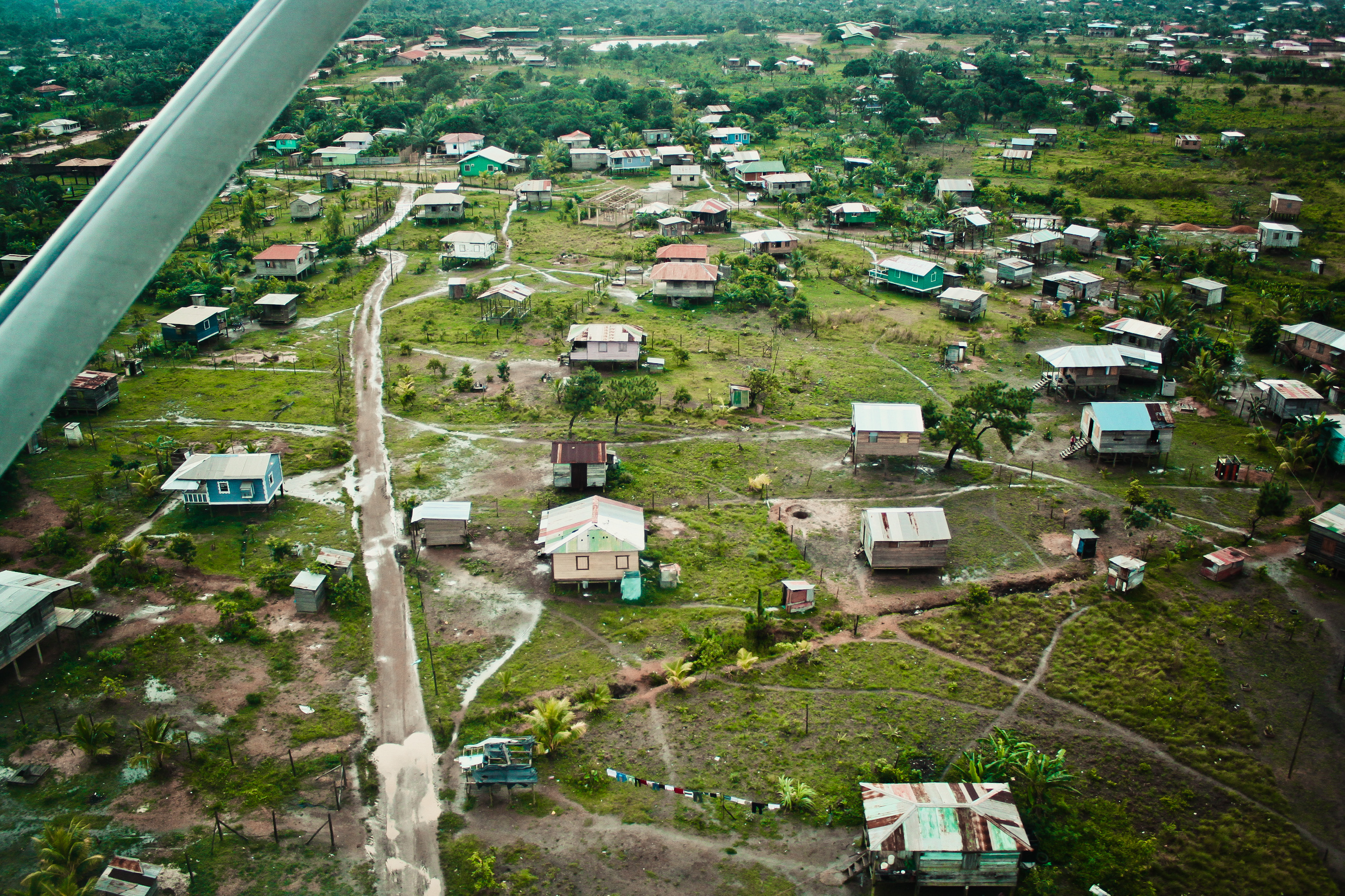
Vue aérienne de Puerto Cabezas.

Puerto Cabezas est la capitale de la région autonome de la Côte caraïbe nord qui constitue le plus grand territoire administratif du Nicaragua et le deuxième de toute l'Amérique centrale  après le département du Petén, le plus vaste territoire du Guatemala.

### Situation géographique
Au nord de Puerto Cabezas se situe la municipalité de Waspam qui est la plus étendue de la région autonome de la Côte caraïbe nord avec plus de 9 200 km2 de superficie, cette dernière est frontalière du Honduras que sépare le río Coco qui est le plus long fleuve d'Amérique centrale où il se jette dans la mer des Caraïbes.
Au sud se trouve la vaste municipalité rurale et agricole de Prinzapolka, deuxième par sa superficie dans la région autonome de la Côte caraïbe nord.
À l'ouest, la municipalité de Puerto Cabezas confine avec celle de Rosita à laquelle elle est reliée par une route d'intérêt nationale qui la met en contact avec le reste du pays, notamment avec Matagalpa et la capitale Managua permettant de désenclaver en partie la région
caraïbéenne du Nicaragua longtemps isolée et à l'écart du développement économique.
Enfin, à l'est, la mer des Caraïbes constitue le littoral formé de lagunes inondables.

### Les axes de communication
La ville est située à 375 kilomètres au nord-est de Managua et reliée par un axe routier majeur transitant par Matagalpa, dénommée la « Route circulaire ». Du fait de son éloignement relatif de la capitale, la ville entretient des liaisons aériennes quotidiennes depuis son aéroport ouvert au trafic intérieur grâce à une piste de 2 500 mètres.
Elle est également située à 363 kilomètres au nord-est de Granada, à 417 kilomètres à l'est de León et à 434 kilomètres à l'est également de Chinandega,  parmi les principales villes du pays.
Elle est également reliée à 135 kilomètres au nord par la route avec la petite ville de Waspam, située sur le río Coco qui sert de frontière naturelle avec le Honduras.
En raison de la nature très particulière des terrains inondables et de la présence de nombreux cours d'eau serpentant à travers une jungle tropicale humide, Puerto Cabezas est isolée du sud de la région caribéenne du Nicaragua où aucune route ne peut y être construite et entretenue. Les liaisons se font par le moyen du cabotage le long de la côte méridionale jusqu'à Bluefields, la capitale de la région autonome de la Côte caraïbe sud.

## Histoire
Elle a servi de base de départ à la Brigade 2506 lors du débarquement de la baie des Cochons à Cuba en avril 1961.

## Économie
Trois activités principales dominent l'économie de la ville en plus des activités rurales et agricoles de l'ensemble des communautés d'origine amérindienne et créole.
Tout d'abord, les activités littorales ont permis l'essor des pêcheries le long de la côte caribéenne, de la formation d'une importante flotte de pêche artisanale favorisant le filetage, le mareyage  et la transformation des poissons.
Ensuite, les exploitations forestières ont favorisé une industrie du bois avec les scieries et le stockage des bois pour l'exportation.
Enfin, les activités commerciales du port de commerce ont permis à la fois de développer le cabotage côtier et l'exportation des produits locaux comme l'importation de produits de première nécessité faisant de Puerto Cabezas le principal port de la côte caribéenne du Nicaragua. 